# أوروبا كليبر
أوروبا كليبر (بالانجليزية: Europa Clipper) (سابقًا: بعثة التحليقات المتعددة حول أوروبا - بالانجليزية: Europa MultiPle - Flyby Mission) هي مهمة استكشافية كوكبية مِن قبل ناسا، تم إطلاقها في 14 أكتوبر 2024 ومن المتوقع وصولها للنظام المشتري في 2030.ستقوم المركبة الفضائية بعد ذلك بإجراء سلسلة من التحليقات فوق قمر أوروبا أثناء وجودها في مدار حول المشتري. تعتبر المركبة أكبر من أي مركبة أخرى استخدمتها ناسا في مهمات كوكبية سابقة. وتتألف من قمر صناعي مع مسبار هبوط. تم إلغاء مسبار الهبوط في وقت لاحق من تخطيط المهمة.

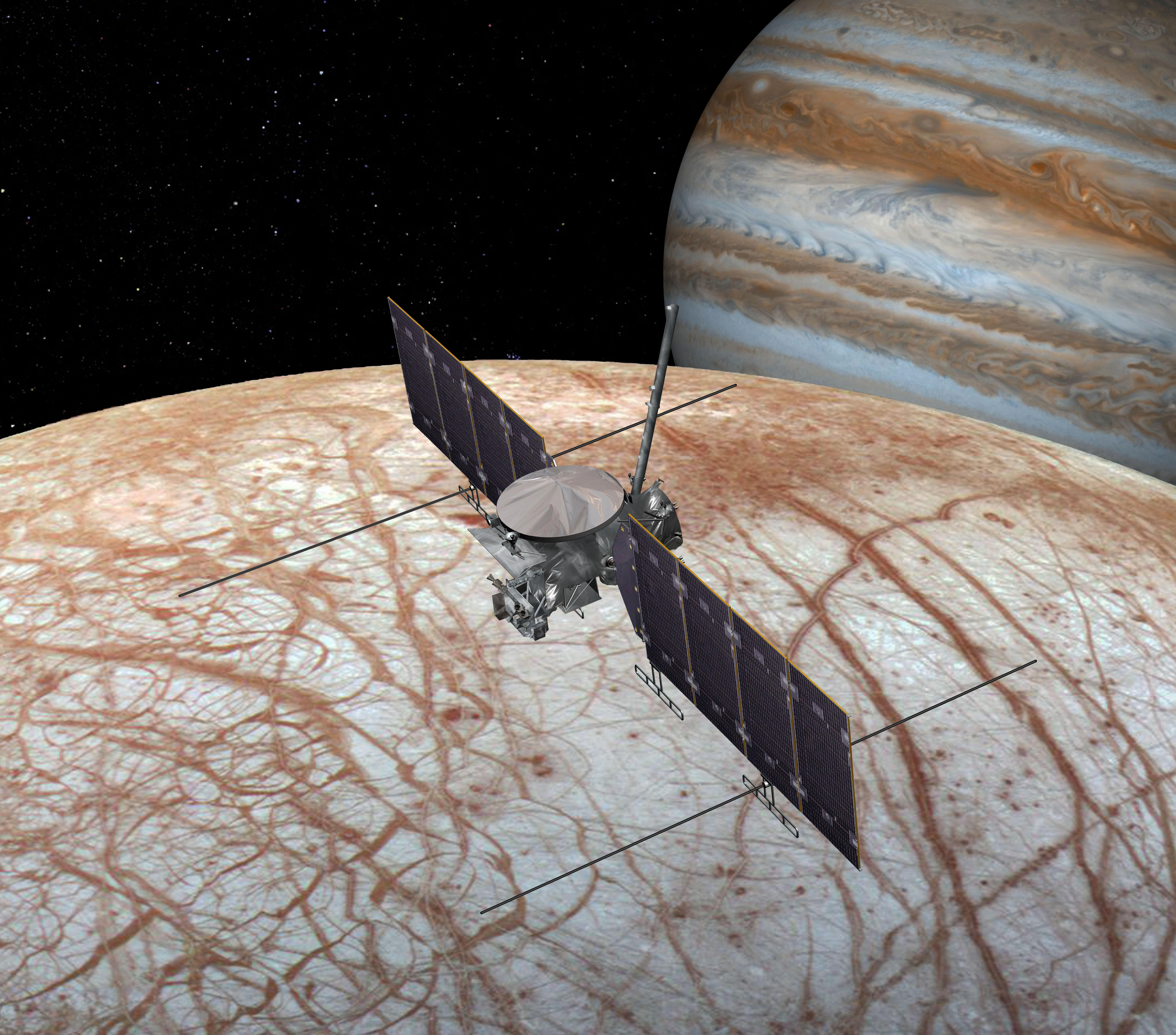
صورة تصورية لمركبة كليبر فوق القمر أوروبا.

سيعمل القمر الصناعي على دراست القمر الغاليلي أوروبا من خلال تموضعه في مدار معين حول المشتري ثم إنزال هابط أرضي عليه.
تأتي المهمة لتستكمل الدارسات التي قام بها غاليليو (مسبار فضاء) خلال الثمان سنوات الماضية حيث أفصحت تلك البحوث عن احتمالية وجود محيطات تحت سطح القمر أوروبا.
في البداية خطط لإرسال المسبار بالتزامن مع مشاريع أخرى كبعثة مستكشف أقمار المشتري الجليدية إلى مدار أوروبا لكن بسبب الإشعاعات القوية التي يتعرض لها مدار أوروبا من قبل الغلاف المغناطيسي للمشتري، فضل أن يتم تثبيت المسبار حول مدار المشتري حيث سيقوم القمر الصناعي بإجراء دارسته عن القمر كلما اقترب منه.
اشتق هذا المشروع في الأصل من مهمة أوروبا - كليبر حيث بدأ كنوع من التعاون العلمي بين مختبر الدفع النفاث ومختبر الفيزياء التطبيقية.

## نظرة تاريخية
يوصف أوروبا على أنه من الأماكن القليله ضمن المجموعة الشمسية التي يمكن لها أن تحتوي على نوع من الحياة الجرثومية، حيث نشأت تلك الفرضية أعقاب بعثة غاليليو (مسبار فضاء) ومنذ ذلك اليوم عكف مختبر الدفع النفاث على دراسة وتطوير عدد من البعثات الاستكشافية اللاحقة حيث اثمرت تلك البحوث عن عدة افكار مثل مسبار أقمار المشتري الجليدية، مسبار أوروبا وأخيرا أوروبا - كليبر.
نشأت مهمة أوروبا-كليبر من قبل فريق من العلماء يترأسها السيد لويس بروكتير من مختبر الفيزياء التطبيقية التابع لجامعة هوبكنز و باري عولدستن من مختبر الدفع النفاث حيث وضع المشروع في المراحل الافتراضية وقدر المبلغ اللازم له بحدود مليارَي دولار.
في مارس 2013 تم تخويل 75 مليون دولار لغرض تحديد فعاليات المهمة، دراست المقترحات الخاصة بأهداف البعثة ورصد المبالغ الأولية لتطوير الأجهزة التي اقترحت في عام 2011 .
في عام 2014 تم زيادة ميزانية تمويل مشروع أوروبا - كليبر من 15 مليون إلى 100 مليون لإكمال الأعمال.
كما أنه في الدورة الانتخابية لعام 2014 عبر جميع المترشحين عن تأييدهم لهذا المشروع متعهدين بمواصلتهم دعمهم له، كما أن القائمين على مشروع أوروبا - كليبر منحوا 30 مليون دولار إضافياً لدعم الدارسات الأولية للمشروع.
في أبريل من عام 2015 عرضت ناسا على وكالة الفضاء الاوروبية فكرة اللحاق مسبار ثاني من صنعها إلى المشروع ليطيرا معا نحو المشتري حيث من الممكن أن يحملا تصميماً متشابها مع هابط أرضي لكل منهما.
في شهر مايو من عام 2015 قامت ناسا باختبار تسعة أجهزة علمية للمسبار حيث سيكلف تطويرها خلال السنوات الثلاثة التاليه ما يقارب 110 مليون دولار.
في يونيو من عام 2015 أعلنت ناسا عن موافقتها للمشروع بشكل كامل لتنتقل المهمة إلى المراحل التالية التي هي «مرحلة التكوين» لاحقاً في يناير من عام 2016 تم الموافقة على تزويد البعثة بمسبار أرضي.

## الأهداف
إن الأهداف المفترضة لبعثة أوروبا-كليبر تتمثل في استكشاف أوروبا،
البحث عن امكانيت احتضان القمر للحياة والمساعدة في اختيار البقعة المناسبة لهبوط المسبار الأرضي، أما الأهداف العلمية الأساسية فتتمثل في:
- دراسة القشرة الجليدية للقمر للتأكد من وجود تلك المحيطات المائية المزعومة، ومن ثم دراسة طبيعة وخواص تلك المياه (الواقعة خلال السطح أو أسفله) ومعرفة كيفية تفاعلها مع السطح.
- دراسة المكونات الأساسية للقمر ومعرفة كيفية توزيعها، خواصها الكيميائية وعلاقتها بالمحيطات السفلية.
- دراسة جيولوجيا سطح القمر لمعرفة صفاته وطريقة تكوين معالمه بالإضافة إلى رصد الأماكن الفعالة منه (في الماضي والحاضر).

لن يتخذ المسبار أي مدار حول القمر أوروبا بل سيدور حول الكوكب الأم، المشتري، خلال مهمة سيمر 45 مرة من القمر بارتفاع 25 إلى 2700 كيلومتر حيث في كل لقاء سيتم تغطية منطقة معينة منه لنحصل في النهاية على مسح طوبوغرافي شامل متوسط الجودة عن أوروبا.
من الممكن لمسبار أوروبا-كليبر أن يطير بارتفاع منخفض عن سطح القمر وذلك لغرض الحصول على عينات من مياه المحيطات التحت سطحية من خلال أعمدة البخار المائية التي تطلق من القشرة الجليدية نحو الفضاء دون الحاجة إلى الهبوط على السطح والحفر اسفله.

## الاستراتيجية
بسبب تعرض أوروبا إلى الحقول الإشعاعية القوية المنبعثة من محيط المشتري، فلن تكون باستطاعة المركبة الصمود لأكثر من أشهر معدودة حول مدار القمر وعن مسافة قريبة، لكن المشكلة الأهم هنا تتمثل في الوقت الذي تحتاجه المركبة لإعادة البيانات العلمية إلى الكرة الأرضية فمعظم الأجهزة التي على متنها لديها القدرة على جمع المعلومات بسرعة تفوق قدرة نظام التواصل في المركبة من إعادة بثها إلى الأرض وذلك بسبب محدودية عدد الهوائيات المتاحة.
إن الدراسات التي أجريت من قبل العلماء في مختبر الدفع النفاث اثبتت ان القيام بالعديد من المناورات التحليقية حول أوروبا (رغم حاجتها إلى شهور عديده لإعادة البيانات المكتسبة إلى الأرض) سوف تمكن الوكالة من تنفيذ معظم القياسات الحاسمة والإبقاء على تكلفة المهمة في حدود مليارَي دولار مقابل 4.3 مليار دولار لتلك البعثة لو وضعت في مدار ثابت حول القمر أوروبا، حيث في كل عملية تحليق سيتوفر للمسبار سبعة إلى عشرة أيام لإعادة إرسال البيانات المخزونة إلى الأرض (خلال ذلك اللقاء الوجيز الذي يتم مع القمر) وهذا يعني الحاجة إلى سنة كامله لنقل المعلومات مقارنه بثلاثين يوماً لو كانت المركبة مثبة في مدار القمر أوروبا والنتيجة ستكون، الحصول على الكثير من البيانات تفوق بثلاثة مرات تلك التي ترسل من خلال مدار القمر، مع تقليل معدل تعرض المركبة للإشعاعات.
أوروبا-كليبر سترث تقنيات تم اختبارها بنجاح على بعثات أخرى كبعثة غاليليو وجونو مع الأخذ بالاعتبار الظروف الإشعاعية التي ستواجهها المركبة ولهذا سيتم وضع الأجهزة الإلكترونية في غلاف يتكون من 150 كيلوغرام من المواد الوقائية التي ستعمل كترس ضد الاشعاعات المنبعثة من الكوكب لتحقيق أقصى فعالية منها.